# Rutajärvi (Leivonmäki)
Rutajärvi er en mellemstor sø i Joutsa kommune ved siden af Leivonmäki Nationalpark i det centrale Finland . De vestlige bredder af søen er inkluderet i parken.